# Boc
Boc je priimek v Sloveniji, ki ga je po podatkih Statističnega urada Republike Slovenije na dan 1. januarja 2010 uporabljalo 106 oseb in je med vsemi priimki po pogostosti uporabe uvrščen na 4.163. mesto.

## Znani nosilci priimka
- Josip Boc (1866—1925), igralec in režiser